# Luca Crusifino
Roman Macek (McKees Rocks, 16 de novembro de 2000) é um lutador profissional e ex-jogador de futebol americano. Ele trabalha atualmente para a WWE, na marca NXT sob o nome de ringue Luca Crusifino. Ele é membro do grupo The D'Angelo Family.

## Início de vida e carreira no futebol americano
Macek nasceu em McKees Rocks, Pensilvânia. Ele frequentou a Montour High School em McKees Rocks, onde jogou futebol americano. Ele foi escolhido para a primeira equipe da All-Northwest Nine Conference tanto nas linhas ofensiva quanto defensiva durante dois anos consecutivos. Além disso, ele foi um atleta destacado durante quatro anos e capitão da equipe de luta livre por três anos.
Após se formar no ensino médio, Macek começou a estudar na Universidade Duquesne, com especialização em sociologia. Enquanto estava na Duquesne, ele jogou futebol americano pelos Duquesne Dukes. Como calouro em 2017, ele atuou no special teams e na defesa; em 2018, participou de todos os 13 jogos pelos Dukes; em 2019, mudou para o ataque como guarde esquerdo; na temporada de 2020-2021, ele foi titular em todos os cinco jogos como guarde esquerdo e desempenhou um papel importante no sucesso do ataque dos Dukes. Em 2021, ele começou todos os 10 jogos como guarde esquerdo e fez parte de uma linha ofensiva que liderou a NEC e ficou em 17º lugar na FCS em menos sacks permitidos por jogo (1,2). Após se formar com um B.A. na Universidade Duquesne, Macek continuou seus estudos na mesma instituição, matriculando-se na escola de direito. No entanto, ele tirou uma licença para seguir a carreira de luta livre profissional. Macek ainda está matriculado na escola de direito da Duquesne.

## Carreira na luta livre profissional
Em 6 de abril de 2022, foi relatado que Macek havia assinado com a WWE após passar por um teste no WWE Performance Center. Ele recebeu o nome de Luca Crusifino e um personagem de advogado. No início de 2023, antes de sua estreia, Crusifino criou seu próprio site, crusifinolaw.com, para seu personagem de advogado. O site inclui "processos em andamento" no NXT, depoimentos de Channing "Stacks" Lorenzo da D'Angelo Family e de um cliente anônimo, além de um parágrafo sobre ele e seu "escritório de advocacia", com informações de contato, e "provas em vídeo" sobre várias acusações de agressão no NXT.
Crusifino participou do torneio NXT Breakout, mas foi derrotado por Tavion Heights na primeira rodada. Em 27 de fevereiro, Crusifino enfrentou Dijak em uma luta que perdeu. Após a luta, ele atacou Dijak com seu próprio pé de cabra, o que levou Joe Gacy a atacá-lo, fazendo com que Crusifino se tornasse um face pela primeira vez em sua carreira na WWE. Ele também escondeu o pé de cabra de Dijak atrás das escadas de aço. Impressionado com a luta de Crusifino, Tony D’Angelo disse a Channing "Stacks" Lorenzo para “lembrar disso” e “ir atrás dele”. No NXT: Roadblock, em 5 de março, D'Angelo recebeu Crusifino como o novo "consigliere" do grupo The D'Angelo Family, consolidando-se como um face. The Family e No Quarter Catch Crew se enfrentaram em uma luta de trios na primeira semana do Spring Breakin', que foi vencida pela The D'Angelo Family. No episódio de 7 de maio do NXT, Dempsey e Borne enfrentaram Tyson DuPont e Tyrek Igwe em uma luta de duplas. Antes do início da luta, o árbitro foi declarado "indisponível" e Stacks foi anunciado como o árbitro especial, o que custou a Dempsey e Borne a luta por conta de uma contagem rápida. Após a luta, um Dempsey irritado deu a D'Angelo uma chance pelo título da NXT Heritage Cup como pagamento devido à D'Angelo Family e invocou a Catch Clause. Mais tarde naquela noite, D'Angelo e sua família sequestraram Kemp e Borne para anular a Catch Clause.